# Michael Bille (Marineoffizier)

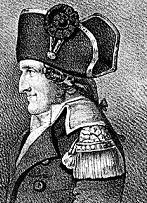
Michael Bille

Michael John Petronius von Bille (* 8. November 1769 in Stege; † 27. März 1845 in Kopenhagen) war ein dänisch-norwegischer und preußischer Marineoffizier.

## Leben
Er wurde am 8. November 1769 in Stege auf der dänischen Insel Møn geboren. Er stammte aus einer adligen Familie, die schon viele dänische Flaggoffiziere hervorgebracht hatte und noch hervorbringen sollte.
Michael von Bille fuhr auf der dänischen Fregatte Bornholm, die sein Vater Mathias als Kapitän befehligte, als das Schiff in einen Hurrikan vor Dänisch-Westindien geriet. Nach Tagen des Kampfes strandete das Schiff am 17. März 1782 vor Newport (Mayo) in Irland, Vater Mathias starb an den Folgen. Michael Bille wurde im Jahr 1789 Offizier in der dänisch-norwegischen Marine und kämpfte in der Schlacht von Kopenhagen am 2. April 1801, wobei er die untere Batterie der Prøvesteenen befehligte, die den ersten Schuss auf die englische Flotte abfeuerte.
Über fünfzehn Jahre lehrte er auch Mathematik und Astronomie an der Seekadettenakademie (Dansk Søværnets Officersskole). Von 1807 bis 1811 diente er am Standort Kristiansand als Kapitän und war verantwortlich für das Kanonenbootgeschwader (Roflotillen). Von 1812 bis 1813 befehligte er ein französisches Kriegsschiff auf der Schelde. Ab 1815 diente er als „Lotseninspektor“ in Helsingør, bis er in preußische Dienste trat.
Im Jahre 1821 begann er seine sehr erfolgreiche Karriere als Direktor der Navigationsschule in Danzig. Diese Schule war zunächst untergebracht in der ehemaligen St. Jakobskirche, die durch eine Pulverexplosion teilweise zerstört worden war und nun für den neuen Zweck wieder hergerichtet wurde. Ihr Turm wurde als Observatorium ausgebaut. Nach drei Jahren zog Bille mit der Schule in ein Gebäude außerhalb von Danzig, das an der Mündung der Radaune lag, weil sich die St. Jakobskirche als ungeeignet erwies. Der Schule wurde der Kriegsschoner Stralsund unter dem Kommando von Diedrich Johann Longé zugeteilt. Ab 1825 verfügte die Schule auch über das Haffkanonenboot Danzig. Bille und die Schiffe unterstanden dem Preußischen Kriegsministerium in Berlin. Dies kann als Beginn der Preußischen Marine angesehen werden. Die Zahl der Kadetten stieg von 40 im Jahr 1827 auf 115 im Jahr 1831.
Nach seiner Ernennung zum Konteradmiral der Dänischen Marine schied Bille am 3. Mai 1838 aus preußischen Diensten aus.
Als Konteradmiral beschäftigte er sich mit Schreiben und Forschen in den Naturwissenschaften. Im Jahre 1840 veröffentlichte er ein Buch über die Navigation: Tankar om och i Navigationen. Er starb in Kopenhagen am 27. März 1845.

## Schriften
- Michael von Bille: Tankar om och i Navigationen. Carl Deleen Verlag, Stockholm 1840 (schwedisch).